# Hylaeus gazagnairei
Hylaeus gazagnairei is een vliesvleugelig insect uit de familie Colletidae. De wetenschappelijke naam van de soort is voor het eerst geldig gepubliceerd in 1891 door Vachal.